# Bain & Company
Bain & Company — международная консалтинговая компания (входит в Большую тройку консалтинговых компаний вместе с McKinsey & Company и Boston Consulting Group) специализирующаяся на стратегическом консалтинге. Основана в 1973 году в Соединённых Штатах Америки бывшим вице-президентом Boston Consulting Group Биллом Бэйном и ещё шестью партнёрами. Имеет 58 офисов в 37 странах, где работает более 9000 консультантов.
В 1984 году партнёрами компании был основан Bain Capital, ставший впоследствии крупным инвестиционным фондом.